# ベンジャミン・シーゲル
ベンジャミン・シーゲル（英語: Benjamin Siegel、1906年2月28日 - 1947年6月20日）はアメリカ合衆国のギャング。渾名はバグジー (Bugsy)。禁酒法下の密輸ギャングを経てラッキー・ルチアーノらのマフィア組織の樹立に協力したマーダー・インクの創始者であり、ラスベガスのギャンブル産業の成立にも関わった。

## 来歴

### 初期
ニューヨークのブルックリンのウィリアムズバーグ生まれ。両親はウクライナ出身のユダヤ系移民。生まれる数年前キーウから渡米した。貧困家庭で育ったものの、家族には裏社会と関わりのある人間はおらず兄は医者の道に進んだが、シーゲルは少年時代からストリートギャングとなり、マンハッタンのロウアー・イースト・サイド地区のラファイエット通りを中心として窃盗などの犯罪を働き、露天商から上納金を取り立てていた。
この頃、ヘルズ・キッチン地区のアパートのベランダから下を歩く警邏中の警察官に水を入れた袋やレンガを投げつけていた。バグジーの渾名はここからきたと言われている。バグジーとはばい菌、害虫、狂人という意味の蔑称で、彼はよほど親しい人間でない限り、自分をそう呼ぶことを許さなかった。
シーゲルは人生で1度だけ正業についたことがある。それはタクシー運転手だった。当時のタクシー利用客はもっぱら富裕層だったため、客を外出先に送り届けた後で客の自宅へ空き巣に入ったという。1926年1月、タクシーの乗客を強姦した容疑で逮捕されたが、被害者が証言を変え放免された。

### 禁酒法時代
1920年頃、マイヤー・ランスキーと知り合うと車を盗んでは闇ルートで売りさばいたりギャングに貸して儲けた。縄張り争いに駆り出されヒットマンともなった（バグズ＆マイヤーギャング）。アーノルド・ロススタインの資金援助を得て、ランスキーたちと酒の密売トラックの護衛を請け負い、ニューヨークとシカゴ間を往復した。ライバルのトラックを襲っては酒を横取りして非合法の酒交換所で売りさばいた。やがて自らも密輸稼業を始め、フィラデルフィアでワキシー・ゴードンの縄張りを狙った。フランク・コステロ、ヴィト・ジェノヴェーゼ、ジョー・アドニスたちと盟友になった。
1931年、ルチアーノの口髭ピート抗争を手助けし、ユダヤ系殺し屋を率いて、旧世代ギャングのせん滅に力を発揮した。1931年9月、シチリア系のボスのサルヴァトーレ・マランツァーノが刑事に扮装したユダヤ系の殺し屋4人により殺害されたが、一説にその殺し屋の1人とされる。
1931年11月、ホテル・フランコニアで行われたユダヤ系のギャング会議にルイス・バカルターやジェイコブ・シャピロら8名と参加し、警察の手入れにあった。縄張りの確認やイタリア系シンジケートとの協調が議論された。イタリア系・ユダヤ系の合同シンジケートの役員に選ばれ、裏切り者や反逆者の粛清を専門に行う執行機関マーダー・インク（殺人株式会社）を結成して管轄した。
ランスキーが監獄送りにしたライバルのゴードンに命を狙われた。ゴードンが派遣した殺し屋アンソニー・ファブリッツォに、アジトに利用していたグランドストリートのハード・タック・ソーシャルクラブの煙突から爆弾を落とされた。シーゲルは頭を負傷したが命を取り留めた。ファブリッツォの居場所を突き止め、1932年11月19日、刑事を装って家に押しかけ、外に誘い出して銃殺した。シーゲルは裏社会での地位を確立し、ルチアーノと同じウォルドルフ＝アストリアの住人になった。一説に1935年のダッチ・シュルツ暗殺や、闇金融業者ルイスとジョセフのアンバーグ兄弟の殺害にも関わったとされる。
1927年に幼友達のギャングスター、ホワイティ・クラカウワー（1941年殺害）の妹だったエスタ・クラカウワーと結婚した。1930年と32年に女の子が生まれた。結婚を機にニューヨーク北部のスカースデールに豪邸を購入したが、ウォルドルフから本拠を動かそうとはしなかった。スカースデールの近所の人たちはシーゲルのことを出張の多い会社重役と思い、ギャングスターとは思ってもいなかったという。

### 西海岸派遣

#### ギャンブル
1937年、西海岸での組織拡大も兼ねてカリフォルニア州に拠点を移した。当地のギャングボスのジャック・ドラグナには組織をまとめる力量がなく、シーゲルには小物のローカル・ギャングにみえた。ルチアーノやコステロの代理でホテルや不動産ビジネスを始めたほか、仲間のモー・セドウェイと組んで西海岸の競馬通信社や私設馬券場を勢力下においた。
1938年、地元ギャングのトニー・コルネロと共に当時カリフォルニアで違法だったギャンブルをサンタモニカ海岸3マイルの沖でレックス号という船の上で開いた。3マイル沖の海上なら法律の適用外になるという目論見だったが、ロサンゼルスの郡警察はすぐに手入れに乗り出し、レックスを開店即休業に追い込んだ。そのため2人はさらに離れた12マイル沖で始めた。しかし今度は陸地から遠すぎで客がほとんど訪れなかった。この件で2人は大損したという。メキシコの麻薬密輸にも関わったと伝えられた。
1944年、カリフォルニアのセリトスに仲間アレン・スマイリーと共に倉庫を買い、盗難くず鉄を安く買って政府に高く売った。

#### ハリウッド
ハリウッドの社交界に出入りして人脈を築く傍ら、手練手管でハリウッド映画のエキストラ組合に強引に入り込み、組合ストを盾に大手映画会社から示談金を巻き上げた。また映画スターから金を借りて返済せず、そうして懐に入れた金は年に40万ドルにも達した。
ケーリー・グラント、ハンフリー・ボガートら多くの映画スター、プロデューサーと交際し、ケティ・ガリアン、ウェンディ・バリー、ジーン・ハーロウ、マリー・マクドナルドらハリウッド女優と浮き名を流した。1930年代後半、イタリアの伯爵夫人で社交家のドロシー・テイラー・ディフラッソと恋仲になり、その奇抜な儲け話に翻弄された。
1940年代初め、元ショーガールのヴァージニア・ヒルと出会い、付き合うようになった。東海岸から妻子を呼び寄せて一緒に住んでいたが、ほとんど家に帰らず、1946年8月、週350ドルの養育費を条件に離婚した。娘が幼かったため離婚を先延ばししていた。

#### グリーンバーグ殺しの裁判
1939年11月、マーダー・インクを密告しようとした元仲間ハリー・グリーンバーグを、フランキー・カルボやアルバート・タネンバウム、ホワイティ・クラッカウワらと共謀してロサンゼルスで殺害した。1940年8月、逮捕されたが、証人が揃わず放免された。1941年10月、政府内通者に転じたマーダー・インクのエイブ・レルズらの証言によりグリーンバーグ暗殺関与で再び逮捕された。クラッカウワは1941年2月口封じで殺され、レルズは1941年11月に謎の転落死を遂げた。更に、レルズに追随して密告者に転じたタネンバウムによるシーゲルの殺害関与の証言が証拠として採用されず、1942年2月、無罪釈放された。シンジケートがシーゲルを救うためにロサンゼルスの検察当局を買収したとされる。
グリーンバーグ関連の裁判中に収容された刑務所では、刑務所の食事を拒否して自分のシェフに食事を作らせた。電話の無条件使用や独房への女性面会者の入室も許可され、歯医者に行く名目で19回も外出を許可された。歯の治療の代わりにハリウッド女優との食事を楽しんだ。

### ラスベガス

#### フラミンゴ権益の取得経緯
マフィアの入る前から小ぶりなカジノタウンだったラスベガスは、1931年のネバダ州の賭博合法化以後に作られた地元経営者のカジノホテルの営業が良好だった為、さらなる投資の気運が高まっていた。ネバダで適当な場所を探していたランスキーが、1941年頃からモー・セドウェイら配下にラスベガスの小さな賭博クラブの経営に参画させ、地歩を築いたのが始まりで、1945年3月、本格カジノホテルの草分けとされるエル・コルテスに経営参加し、結果は成功した。こうした下地があって、ランスキーは、たまたま資金不足で建設を中断していた実業家ビリー・ウィルカーソンのホテル資産（のちフラミンゴホテルと命名された）に目を付けた。1945年11月にホテル建設を開始したウィルカーソンが、カジノを任せようとエル・コルテスからモー・セドウェイとガス・グリーンバウムを引き抜いたのが発端だったとされる。ウィルカーソンは建設予算120万ドルに対して銀行から60万ドル、ハワード・ヒューズから20万ドルの計80万ドルを借り、残りは賭博で稼ごうと大金を注ぎ込み、逆に20万ドルの借金を作って建設中止を余儀なくされた。ウィルカーソンの構想はゴージャスな部屋とスパ、フィットネス、高級レストラン、ナイトクラブ、ジュエリーショップなどを備えたヨーロッパスタイルの豪奢なカジノホテルだった。ニューヨークマフィア（以下組織と呼ぶ）から投資金を集めたランスキーは、1946年2月、残りの建設費を全部負担するという条件で３分の２の権益を100万ドルで買い取り、シーゲルを呼び込んで建設責任者に、モー・セドウェイをアシスタントに据えて建設を再開した（当時の100万ドル≒約1200万ドル＠2015年）。ランスキーのお抱え弁護士ハリー・ロスバーグが契約実務を進め、プロジェクトの受け皿にネバダ・プロジェクト・コーポレーションを設立した。契約ではウィルカーソンがオペレーターの権利を保持する条件だったが、建設が進むうちに骨抜きにされた。

#### ホテル建設
シーゲルも、以前からラスベガスの賭博利権に参入していたが、ハリウッドから動かず、世話役のセドウェイらが中心に動いていた。シーゲルは当初乗り気がしなかったがハリウッドのスター仲間を呼び込んでパーティを開いたりするうちに熱心に建設の指揮にあたり始めた。アリゾナの大手建設会社デル・ウェブ社が工事を担当したが、戦争の影響で資材調達が難航し、闇市場の高価な資材を調達してコストはオーバーランした。闇市の資材売り屋は、鋼材や銅をシーゲルに売った後、夜中に侵入してそれらを取り返し、夜が明けてから再び売りつけるなどフラミンゴをカモにした。シーゲルは、資材が足りなくなるとハリウッドの映画スタジオに行って製材やパイプを調達したりもした。建物デザインはウィルカーソンの欧州風イメージを元に建築家ジョージ・ヴァーノン・ラッセルが担当したが、途中からリチャード・ステッドルマンに変えた。インテリアデザインはトム・ダグラスが担当した。ハリウッドの洗練された魅力を持ち込もうと何度も設計を変更し、工事は中断・やり直しを繰り返して遅延した。砂漠のオアシス感を出すため世界中の熱帯植物を輸入し、部屋の下水道を独立方式にしたり、ラスベガスでは初となる全館エアコンの導入を試みた（全館エアコン導入は元々ウィルカーソンのアイデア）。高級感を出すため1セット1.1万ドル相当の高価な家具をそろえ、大理石は海外から輸入した。自分のアイデアを実現するため金に糸目を付けず、1946年10月時点で建設費は予算の4倍の400万ドルに達した。
これより先、1946年7月にランスキーは資金不足に対応するためエル・コルテスの権益を76万ドルで売り払い、フラミンゴの建設資金に充当した。同年8月、シーゲルは銀行に借入を打診するが、FBIのフーヴァー長官が銀行にシーゲルの過去を記した手紙を送り、借入をブロックされた。シーゲルは架空の株を売って金を集めた。ニューヨークでコスト問題が議論され、シーゲルの資金横領を疑う声もあったが、ランスキーがシーゲルを擁護した。同年11月、組織は資金の使途明細を出すこと、さもなくば一切の資金集めを停止するようシーゲルに警告した。シーゲルは早く開店して利益を出せば文句なかろうと、作業員を倍にし、残業手当を奮発し、工期短縮ボーナスを設定するなど更に資金をばらまいて工事を急がせ、1946年11月末、宿泊エリアを除くカジノ、ラウンジ、シアター、レストランなどが完成した。
1946年後半から1947年前半にかけて、フラミンゴに対策を講じようとギャング間で何度も会議が開かれた。1946年12月22日の週にハバナで開かれたシンジケート会議でもフラミンゴの件が話し合われたと言われた。同じ頃シーゲルに脅かされてフラミンゴを追い出され、パリに退避していたウィルカーソンが自分の広報誌でシーゲルの贅沢で過剰な出費と「本当のコスト」をすっぱ抜いた。

#### 上院議員の口利き
政府は戦後の帰還兵の住宅用資材を確保するため民間工事を制限していたが、1946年3月末、生産統制局CPAがシーゲルとデル・ウェブにフラミンゴの工事凍結を命じた。最終的に工事は認められたが、政界実力者の口利きがあったと信じられている。FBIはシーゲルがネバダ州地盤の上院議員パトリック・マッカランにリベートを送ったと見て収賄の疑いでシーゲルとマッカラン両方をマークしていた（1946年8月26日付のFBIメモ）。FBIにマッカランとの関係を質されたシーゲルは地元の慈善団体に500ドル寄付しただけと、リベートを否定した。一説によると、マッカランは資材待ち工事リストでフラミンゴプロジェクトの順位を上にして資材の供給を優先的に受けるようにしたとも言われた。当時のロスの新聞が「住宅がなく帰還兵が路頭に迷っているのに政府は娯楽ホテルの建設を許可した」と批判した。

### 営業開始
1946年12月26日にホテルをオープンした。ウィルカーソンが設定した1947年3月の開店予定を前倒しした。天候不良が重なって客の入りは良くなかった。濃霧でロスの飛行機が飛べず多くの招待客が欠席した。友人の俳優ジョージ・ラフトは車で駆け付け、その他俳優仲間は列車で来た。客は工事の騒音で迎えられた。エアコンも人工滝も作動しなかった。セレモニーではコメディ俳優のジミー・デュランテやローズ・マリーのパフォーマンスがオープニングを飾った。ステージ前に集まった客は80人程度だった。カジノでは2人の賭博師が10万ドルずつ当てた。宿泊設備はまだ工事中で使えず、泊り客は他のホテルに泊まった。その後、2週間で30万ドルの損失を出した挙句、休業した。この間、シーゲルはラフトから10万ドルを借りた。組織はシーゲルのピンハネを疑った。その後、未完成部分の建設を続けようとした。組織は最期のチャンスを与え、シーゲルは広報担当にハンク・グリーンスパンを雇って宣伝に努め、1947年3月に再オープンした（セレモニーにはランスキーも出席）。以前に比べ客足は伸びたが、それでも組織が予想した利益よりはるかに少なかった。少しずつ利益が上がり始めるが、その頃には組織の態度は幻滅と怒りに変わっていた
。1947年4月、ホテルの総建設費は600万ドルに達し、当初の予算を500万ドルもオーバーした。シーゲルの節操のない大盤振る舞いや浪費が明るみに出た。1947年5月、シーゲルからの収支黒字化の報告は組織を驚かせた。6月初め、愛人のヴァージニア・ヒルと痴話喧嘩を起こし、殴って怪我を負わせた。その後、ヒルが現金60万ドルを持ってヨーロッパに逃げたという情報が関係者を駆け巡った。

### 最期
1947年6月20日夜10時40分頃、カリフォルニア・ビバリーヒルズの愛人ヒルの邸宅で、仲間との夕食を終え帰宅したシーゲルがソファに座り新聞を読んでいるところを、庭陰に潜んだ殺し屋にM1カービン銃で窓越しに銃撃され、計9発中4発が顔や胸に命中して即死した（両目が吹き飛ばされ左目が部屋の反対側の壁で見つかった）。ソファの反対側に座っていたアレン・スマイリーはとっさに床に伏せ、銃声を聞いて「ベン！」と叫びながら飛び込んできたヴァージニア・ヒルの兄チック・ヒルに、「明かりを消せ！」と叫び返した。近隣住人が銃声とその後の車のエンジン音を聞いた
。
1947年3月頃、シーゲルは世話役のモー・セドウェイと不和になり、彼をフラミンゴから締め出していたが、不和の原因は一説にセドウェイがシーゲルの素行調査を始めたことに起因するという。警察は、シーゲルとセドウェイの喧嘩がベガス界隈では常識だったとの賭博師の証言を元に、セドウェイを真っ先に取り調べした。マーダー・インクの殺し屋で後ルッケーゼ一家に入ったフランキー・カルボやドラグナ一家のエディ・カニザーロが実行犯として浮上したが、事件は迷宮入りした。

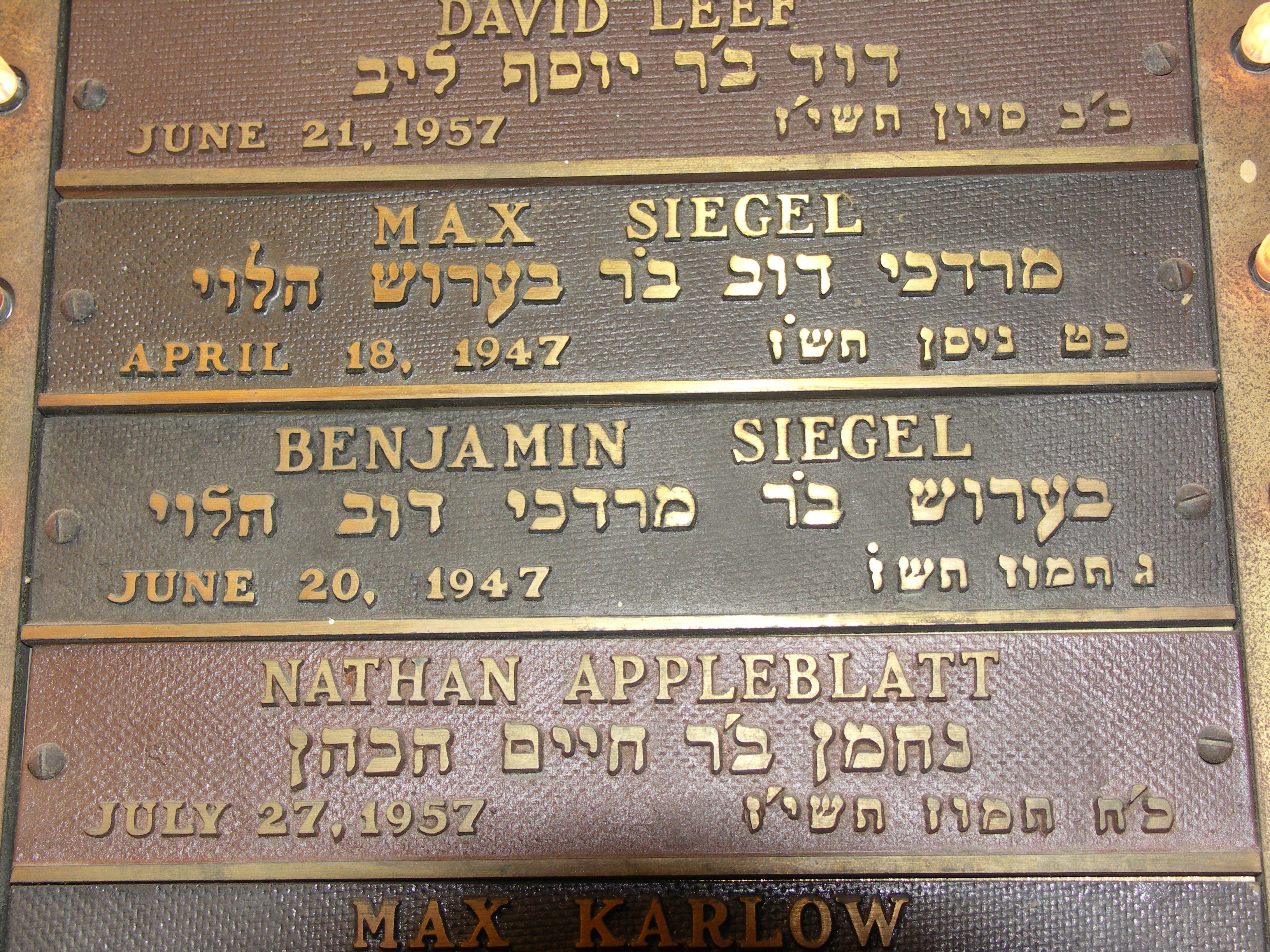
シーゲルと父マックスの名が刻まれた記念額（ビアリストーカー・シナゴーグ）

シーゲルの遺体はハリウッド・フォーエバー墓地に埋葬された。ロウアーのビアリストーカー・シナゴーグの記念額には、シーゲルの名が彼の2ヶ月前に亡くなった父マックスと共に刻まれている。

### 粛清理由と背景
暗殺は、建設費の浪費、資金横領を理由とするニューヨークマフィアの、又はシカゴアウトフィットを含めた全米シンジケートの、粛清と一般に信じられている。建設現場では闇市の資材商人の窃盗が横行したが、シーゲルがこの窃盗団の存在に気づき途中からバックリベートを受け取っていたとも、多額の資金を掠め取って愛人ヒルに貢いでいたとも言われた。シーゲル暗殺は、1946年12月の全米シンジケートのハバナ会議で決定されていたとも言われたが、ランスキーの助命要請で2度処刑を引き延ばされたことに忍耐できなくなったグループが実行したとも言われている。
シカゴアウトフィットが裏で絡んでいるとの説も根強く信じられた。アウトフィットはシーゲルとドル箱の競馬通信社を巡って対立していた。ニューヨークを含めて全米シンジケートはシーゲルが競馬通信社の利権を放棄すべきとの立場だった。シーゲルはフラミンゴの資金不足に対応するため、競馬通信社のサービス料金を2倍に値上げし、西海岸一帯のブックメーカーから苦情が殺到した。これがアウトフィットとの摩擦を激しくしたと信じられた。また、地元マフィアのドラグナ一家のジャック・ドラグナと共同で競馬通信社を運営していたが、ある会議でドラグナを運営から排除することにしたといい、これを恨んだドラグナ一味が暗殺に関わったとの説もある。
ヴァージニア・ヒルは、元アウトフィットの闇金運びの女で、過去、地下賭博の精算金を持って全米を行き来していた。ヒルを使ってニューヨーク勢の金を垂れ流させ、シーゲルを自滅に追い込んだのではないかという謀略説もある。ヒルによってシーゲルの一挙手一投足がアウトフィットに筒抜けだった。
シーゲルは仲間を呼び集めてニューヨークから独立したカリフォルニアシンジケートを創ろうとしていたとも言われた。シーゲルは若い時に優秀な暴力装置としてライバルのせん滅、組織の防衛に力を発揮し、仲間を助け、へまをせず、火の粉が自分に降りかかっても自分で振り払い、組織に自分がいかに有用な人間かを常に証明してきた男だった。カリフォルニアに移った後のシーゲルの我儘な振る舞いは寛大に扱われ、譲歩するのは常にニューヨーク側で、シーゲルに対する信頼は変わらなかった。変わったのはシーゲルの方で、ハリウッドの映画スターに囲まれ、華やかな社交界で天狗となり、昔の仲間との絆をスラム街の記憶と一緒にごみ箱に捨てた。ニューヨークの仲間は、彼に最大限の屈辱を与えるべく、その死を完全無視した。
シーゲルを建設責任者という大役に任命したランスキーは、その任命責任とフラミンゴプロジェクトの統括責任者としての二重の責任があり、ランスキーにもペナルティがあったと見られたが、粛清は免れた。またフラミンゴ投資を積極的に勧めたフランク・コステロも投資仲間に恨まれたが、ルチアーノの仲裁で金を返すなどして事なきを得たという。

### ラスベガスのその後
フラミンゴホテルは、シーゲルの暗殺後、オーナー会議が開かれ、サンフォード・アドラーらに経営を任せたが利益が上がらなかったため、1948年ニューヨークマフィア傘下のモー・セドウェイやガス・グリーンバウムらの経営体制に移行した。モーとグリーンバウムは、それまでのカジノの主流だった、カーペットジョイントと呼ばれる高級カジノ志向を捨てて大衆的な低価格路線を打ち出し、これが戦時中の配給制で禁欲を強いられたアメリカ市民の娯楽欲求に火をつけた。全米から客が大挙して押し寄せる大ブームとなり、その後のラスベガスの繁栄のきっかけを作った。時代の流れを読み切ったモーの戦略とブックメーカーとして場数を踏んだグリーンバウムの経験値が合体し、フラミンゴを成功に導いた。様子見を決め込んでいたニューヨーク以外のマフィアが一斉にラスベガスになだれ込み、大型カジノホテルを次々とオープンした。これらマフィア支配下のカジノホテルはカジノ収益のスキミング（ピンハネ）を開始し、後で脱税追及を徹底的に受けることになった。1948年のフラミンゴの利益は400万ドルだったが、スキミングする前の総利益は、一説に1500万ドルとも言われた。

## エピソード
- 性格は荒っぽく気分屋だったが、社交的で女好きだった。若い頃、ナルシストでプレイボーイのジョー・アドニスが憧れの存在だったという。手入れを欠かさない美髪に映画スター並の甘いマスク、当時としては破格の200ドルもするスーツとハンドメイドで仕立てたシルクのシャツに、ジム通いで鍛え上げた180センチを超す長身を包んでいた。指にもマニキュアを施すなど装いには手間を惜しまなかった。ナイトクラブやレストランではウェイターらに気前よくチップをはずんだという。
- 「次はどういう手を打てばいいのかを仲間うちで議論しているときに、彼はすでに打っていた」（シンジケート仲間ドク・スタチャーの回想）[36]
- ギャングからハリウッド・スターに転身したジョージ・ラフト（ニューヨークのチンピラ時代からの友人）と親交を持ち、自身も甘いマスクであったことから西海岸に移った時カメラテストを受けるなど本気で俳優転身を考えたことがあると言う。
- ある時ディフラッソ伯爵夫人の誘いで化学者2人による砂漠のダイナマイト実験に立ち会った。成功したら儲けをシェアする約束で化学者を連れてローマに行き、ムッソリーニにダイナマイト実験を見せた。爆破は不発に終わりヴェニスに連れて行かれた。そこでイタリアを訪れていたナチスの大物幹部と偶然居合わせ、ピストルを抜こうとしたがイタリアに親族のいる夫人に諌められ、思いとどまったという。1939年、コスタリカ沖のココス島に昔の海賊が隠したという金銀財宝の伝説を夫人から聞かされ、宝の地図を手に入れ航海に出た。島に上陸し、土を掘り返すなどして探したが何も見つからなかった。1941年初め、戦争のさなかビタミン剤が欠乏したためサメの肝臓で億万長者になれるという夫人の話に乗り、漁船をチャーターしてロスの沖合へサメ狩りに出かけた。数か月網を張ったが、サメはかかってくれず空しく帰った。以後、夫人の儲け話に二度と乗らなかったという[37]。
- エグザミナー紙がシーゲルの過去について記事を書いたとき、ディフラッソ伯爵夫人はオーナーのウィリアム・ランドルフ・ハーストの豪邸に自ら出向き、記事を取り下げるように言ったという。それでも新聞はシーゲルの過去を書き続けた。
- ヴァージニア・ヒルは、ジョー・アドニスに紹介されたという。彼女との関係は死に至るまで続いたが、お互いに気分屋で喧嘩も絶えなかったという。友人には「ヴァージニアのベッドテクニックは最高」と言っていた。
- フラミンゴが開店したての頃、シーゲルと知り合いだったジミー・フラチアノ（後に証人保護プログラムに入る）には「これからラスベガスはどんどん大きくなるぞ」などと自分の夢を語ったりしたという。[38]
- ある時フラミンゴで機嫌よく過去の人殺しを語り始めた時、その場にいた建設業者のデル・ウェブが恐怖に駆られた。シーゲルは「心配ないよデル、我々は我々だけで殺しあう」（Del, don't worry, we only kill each other）と言ったという。[39]
- シーゲルの暗殺後、フラミンゴホテルにモー・セドウェイやガス・グリーンバウムらが乗り込んで「今日から我々がここの新しいオーナーだ」と宣言し、その場にいたフラミンゴの株主サンフォード・アドラーを威嚇し、アドラーは悲鳴を上げながら逃げ回ったという逸話がある（この逸話はシーゲルの暗殺後にフラミンゴに入って乗っ取り宣言した[19][21][12]ことと、暗殺から9か月後に経営権を手放さないサンフォード・アドラーに暴行した事件[12]を都合よくミックスしたものである）。
- フラミンゴホテルには、シーゲル専用のプライベート・スイート（バグジー・スイート）があった。防弾仕様で、入口は1つだが、非常口が5つあり、うち1つは廊下のクローゼット内の隠し梯子からシーゲル専用の地下ガレージに直結し、いつでも逃げられるよう車を常備した[40]。1993年にホテルの全面改装に伴い解体され、代わりに記念碑が建てられた[41]。
- 1996年12月、フラミンゴホテル50周年記念セレモニーが行われた。シーゲルに関する質問や照会が殺到したため、ホテル側（ヒルトン）がこらえきれず声明を出した：「『バグジー』のイメージはフラミンゴまたヒルトンにとって敬愛すべきものではありません。ジョージ・ワシントンでもエイブラハム・リンカーンでもないのです。強盗、レイプ犯、殺人者が敬愛に値するでしょうか。我々はバグジー神話から距離を置く決断をしています。」[42]。
- マイヤー・ランスキーの孫が監修のもと、ホテルフラミンゴに『マイヤー＆バグジーステーキハウス』がオープンした。バグジーとマイヤー所縁の品をモチーフにしたフィアグッズ専門店　JapanMeyer Lanskytm』を展開。[43]

## 関連作品
- 映画『バグジー』(1991年)では、彼の波乱に富んだ半生が描かれており、ウォーレン・ベイティがシーゲルを演じている。
- 映画『ゴッドファーザー』(1972年)に登場するマフィア、モー・グリーンはシーゲルがモデルである。
- 映画『モブスターズ/青春の群像』(1991年)ではリチャード・グリエコがシーゲルの役を演じている。
- 映画『ランスキー アメリカが最も恐れた男』（1999年）ではエリック・ロバーツがシーゲルの役を演じている。
- 映画『ギャング・オブ・アメリカ』(2021年)ではデヴィッド・ケイドがシーゲルの役を演じている。